# Physotrichia welwitschii
Physotrichia welwitschii är en flockblommig växtart som beskrevs av William Philip Hiern. Physotrichia welwitschii ingår i släktet Physotrichia och familjen flockblommiga växter. Inga underarter finns listade i Catalogue of Life.